# Les Surprises de l'amour (Rameau)
Pour les articles homonymes, voir Les Surprises de l'amour.
Les Surprises de l'amour est un opéra-ballet de Jean-Philippe Rameau sur un livret de Gentil-Bernard.
La pièce a été représentée pour la première fois le 27 novembre 1748 au théâtre des Petits cabinets de Versailles,. Elle comportait alors un prologue de circonstance et deux entrées ; elle fut ensuite remaniée à plusieurs reprises, certaines entrées étant remplacées par de nouvelles qui ont d'ailleurs pu connaître des représentations séparées, en tant qu'actes de ballet indépendants (cf. Anacréon et Les Sybarites - ou Sybaris).
Les décors, lors de la création, étaient conçus par Piero Bonifazio Algieri.[réf. souhaitée]

## Composition des versions successives
- Version de 1748
  - Prologue : Le retour d'Astrée
  - Première entrée : La lyre enchantée
  - Deuxième entrée : Adonis

- Version de 1757 (1) et 1758 (1)
  - Première entrée : L'enlèvement d'Adonis
  - Deuxième entrée : La lyre enchantée
  - Troisième entrée : Anacréon

- Version de 1757 (2)
  - Première entrée : L'enlèvement d'Adonis
  - Deuxième entrée : Les Sybarites
  - Troisième entrée : Anacréon

- Version de 1758 (2)
  - Première entrée : L'enlèvement d'Adonis
  - Deuxième entrée : La lyre enchantée
  - Troisième entrée : Les Sybarites

## Les différentes entrées

### Le retour d'Astrée (prologue)
Le prologue se déroule dans les antres et les forges de Vulcain, qui forge des armes en compagnie des cyclopes. Astrée, la déesse de la Justice, l'arrête dans son travail, et les Amours désarment les cyclopes. Le Temps recommande la Paix.

### La lyre enchantée
La scène se passe dans un vallon au pied du Parnasse. Linus, qui est le fils d'Apollon et de la muse Calliope, est amoureux d'Uranie, qui lui reste indifférente. Le dieu Amour accroche une lyre enchantée à un chêne. Uranie vient à la toucher, et tombe amoureuse à son tour. L'entrée se termine par les réjouissances et les danses.

### L'enlèvement d'Adonis
Vénus est amoureuse du chasseur Adonis et le séduit. Mais Diane, la farouche déesse de la chasse, ne peut accepter qu'un chasseur succombe à l'amour. Accompagnée de sa suite de chasseurs et de nymphes, elle poursuit Adonis et Vénus. Cependant, Adonis n'est plus le même : l'amour l'a rendu cent fois plus aimable et Diane va finir par l'abandonner à Vénus : comme il se doit, danses et réjouissances terminent l'entrée.

### Anacréon
Avec ses amis Agathocle et Euricles, Anacréon est à table, servi par de jeunes esclaves qui leur servent à boire, les couvrent de fleurs et dansent, menées par sa maîtresse Lycoris.
Tous chantent les louanges de Bacchus, et célèbrent l'Amour. Leurs chants sont interrompus par l'irruption de la Prêtresse de Bacchus suivie des Ménades, furieuses que l'on mêle l'amour à la célébration de leur dieu. Une mêlée s'ensuit,au cours de laquelle Lycoris disparaît, la statue de l'Amour est brisée et son autel renversé.
Les convives vont donc se consacrer à Bacchus, Lycoris revient mais est de nouveau chassée. Endormis par l'ivresse, les trois amis sombrent dans le sommeil avant d'être réveillés par un orage. Mais le Dieu Amour, alerté, arrive tout effrayé de ce qu'il voit. Il reproche à Anacréon d'avoir manqué à l'amour de Lycoris : Anacréon regrette et reconnaît que, sans elle, sa vie est moins agréable, et qu'il faut honorer à la foi Bacchus et l'Amour. Les Grâces ramènent Lycoris qu'Anacréon reçoit avec joie.
Revenue sur les lieux, la prêtresse de Bacchus, finit par être convaincue par l'Amour. Réconciliation générale, chants, danses et réjouissances finales. (« Bacchus ne défend pas d'aimer : Et l'Amour nous permet de boire. »).

### Les Sybarites
Composée comme acte de ballet indépendant créé à Fontainebleau le 13 novembre 1753, l'entrée Les Sybarites fut insérée de façon épisodique dans Les Surprises de l'Amour, continuant également une carrière séparée.
L'action se fonde sur une guerre entre les deux cités de Sybaris et de Crotone. Les Sybarites, menés par leur reine Hersilide n'ont en tête - comme il se doit - que les plaisirs, quand les Crotoniates conduits par leur roi Astole ne rêvent que d'exploits guerriers. Les crotoniates envahissent Sybaris pour y faire régner la morale, et la guerre cesse lorsque le roi de Crotone et la reine de Sybaris tombent amoureux l'un de l'autre.

## Sources
- Philippe Beaussant (dir.), Rameau de A à Z, Paris, Fayard, mai 1983, 397 p. (ISBN 2-213-01277-6) pp.313-314
- (en) Cuthbert Girdlestone, Jean-Philippe Rameau : His life and work, New York, Dover Publications, coll. « Dover books on music, music history », 1969, 2e éd. (1re éd. 1957), 631 p. (ISBN 0-486-26200-6, lire en ligne)

## Discographie
- Les Surprises de l'Amour Monique Zanetti - soprano, Stephan MacLeod - basse, Ensemble A 2 Violes Esgales Alpha 176 2011